# Retiro quitensis
Retiro quitensis is een spinnensoort in de taxonomische indeling van de nachtkaardespinnen (Amaurobiidae).
Het dier behoort tot het geslacht Retiro. De wetenschappelijke naam van de soort werd voor het eerst geldig gepubliceerd in 1906 door Eugène Simon.